# Frans Janssens
François Janssens, noto come Frans Janssens (Turnhout, 25 settembre 1945 – Lier, 8 gennaio 2024), è stato un calciatore belga, di ruolo attaccante.

## Palmarès

### Club

#### Competizioni nazionali
- Coppa del Belgio: 1

Lierse: 1968-1969